# Macarena (Séville)
Pour les articles homonymes, voir La Macarena.
Le district de Macarena, populairement appelé La Macarena, est un des onze districts administratifs de la ville andalouse de Séville, en Espagne. 
Il est situé au centre-nord de la ville. Il est limité au sud-ouest par la rue Resolana, la rue Muñoz León et la ronda de Capuchinos qui le séparent du district Casco Antiguo, au sud-est par la route de Carmona qui le sépare du district de San Pablo-Santa Justa, à l'est et au nord par la route Alcalde Manuel del Valle, la rue Chumbera, la route de Brenes, la rue Huerta de la Fontanilla et l'avenue Juventudes Musicales qui le séparent du district Nord et à l'ouest par le canal Alphonse-XIII et le district de Triana.
On y trouve entre autres le Parlement d'Andalousie, qui siège dans l'ancien Hôpital de las Cinco Llagas, l'hôpital universitaire Virgen de la Macarena et la Torre de los Perdigones (littéralement, la Tour des Plombs).

## Quartiers

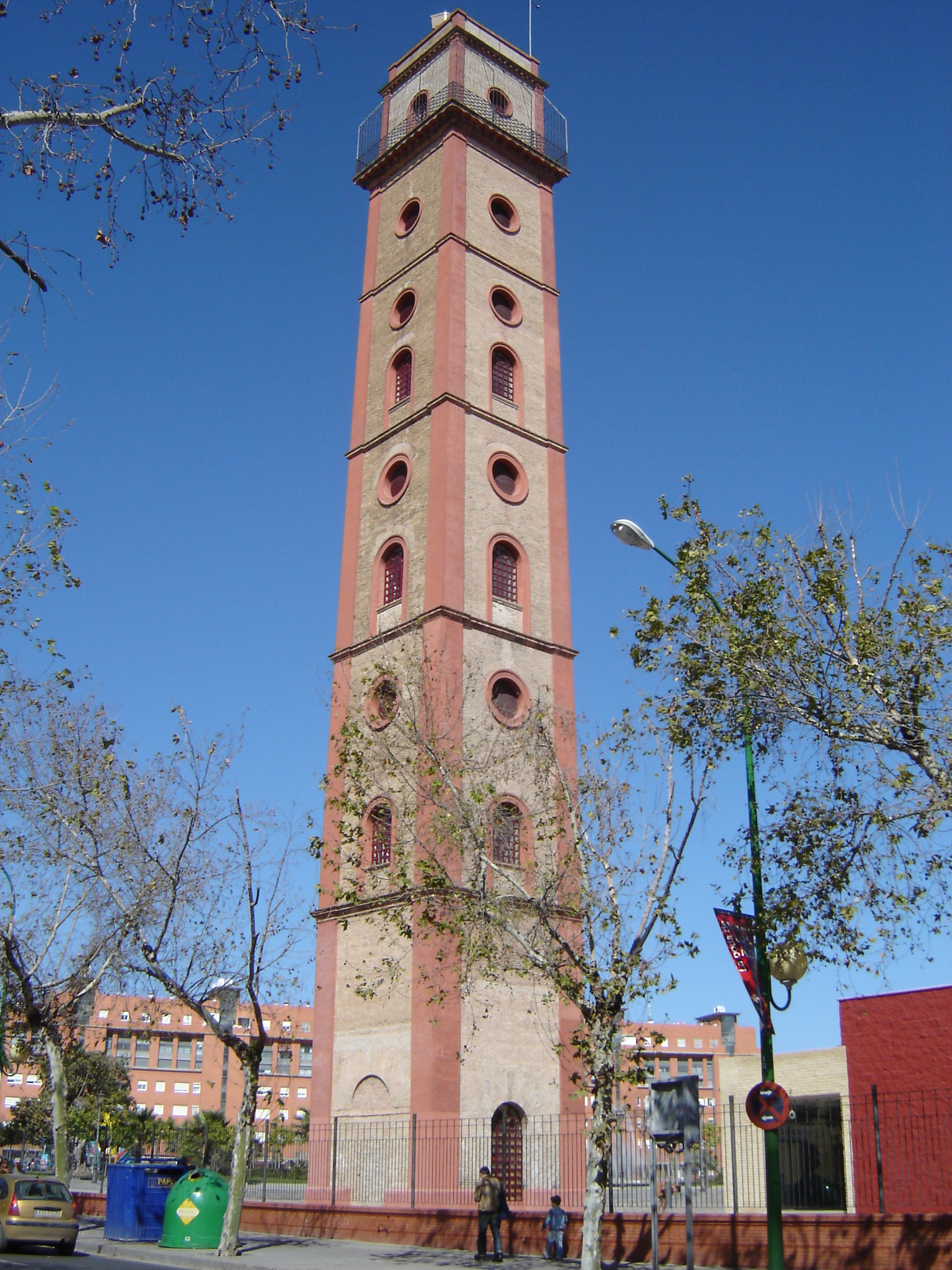
La Torre de los Perdigones.

Le district de Macarena est composé des quartiers suivants :
- Begoña - Santa Catalina
- Campos de Soria
- Cisneo Alto - Santa María de Gracia
- Cruz Roja - Capuchinos
- Doctor Barraquer - Grupo Renfe - Policlínico
- El Carmen
- El Cerezo
- El Torrejón
- Hermandades - La Carrasca
- La Barzola
- La Palmilla - Doctor Marañón
- La Paz - Las Golondrinas
- Las Avenidas
- León XIII - Los Naranjos
- Los Principes - La Fontanilla
- Macarena Tres Huertas - Macarena Cinco
- Pino Flores
- Pío XII
- Polígono Norte
- Retiro Obrero
- Santa Justa y Rufina - Parque Miraflores
- Santa María de Ordas - San Nicolás
- Villegas

## Origine du nom du district

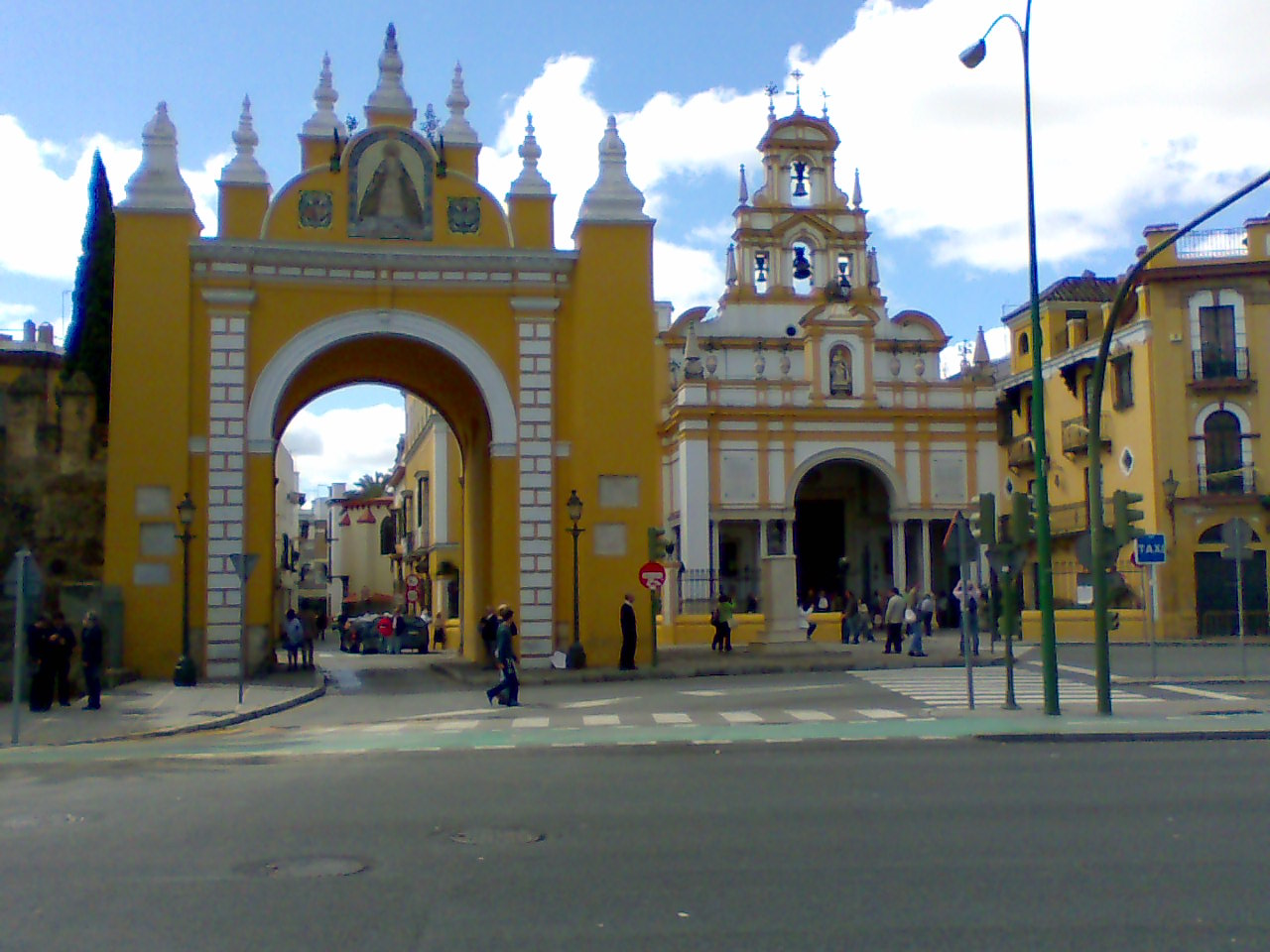
l'Arc et la Basilique de la Macarena.

Le district a donné son nom à la Porte et à la Basilique de la Macarena (qui se trouvent dans le district Casco Antigo, à la frontière des deux districts). L'origine exacte du nom Macarena n'est pas claire. Il est possible qu'il vienne du terme arabe Macarea ou du nom Bab–al-Makrin sous lequel était connu l'Arc de la Macarena du temps de la domination musulmane. Il se pourrait également qu'il provienne de Macarius (le nom d'un patricien romain qui aurait possédé de grandes propriétés dans la région), du nom d'une infante maure qui vécut dans le quartier ou de celui de Macaria, une fille d'Hercule,.

## Célébrités nées dans le district
- Antonio Barrera (né en 1976), matador[7] ;
- José Díaz Ramos (1896-1942), homme politique ;
- Antonio Machado (1875-1939), poète, figure du mouvement littéraire espagnol connu sous le nom de Génération de 98[8] ;
- Manuel Machado (1874-1947), poète et dramaturge[9] ;
- Manuel Pérez Tejera (1888-1971), musicien[10] ;
- Juana Reina Castrillo (1925-1999), surnommée La Reina de la Copla, chanteuse et actrice[11] ;
- Lalo Tejada (née en 1963), danseuse de flamenco[12] ;
- Aurora Vargas, chanteuse de flamenco[13] ;
- Manuel Vega García (1906–1937), dit El Carbonerillo, chanteur de flamenco[14].